# Andrea Tagliapietra
Andrea Tagliapietra, né à Venise le 7 mars 1962, est un écrivain et philosophe italien.

## Biographie
Il obtient son baccalauréat littéraire (en italien "maturità classica") auprès du Lycée Marco Foscarini de Venise. Il étudie ensuite médecine et philosophie. Il obtient sa maîtrise en philosophie théorétique au sein de l’Università Ca’ Foscari en soutenant son mémoire avec Emanuele Severino et Romano Madera. Il étudie parallèlement herméneutique biblique sous la direction de Carlo Enzo. Andrea Tagliapietra a enseigné Histoire de la philosophie moderne et contemporaine auprès l’Università degli Studi de Sassari (1997-2004). Il est actuellement professeur d’Histoire de la Philosophie auprès de la Faculté de Philosophie de l’Università Vita-Salute San Raffaele de Milan où il enseigne Histoire des idées, Philosophie de la culture et Histoire de la philosophie.
Ses recherches historico-philosophiques traversent la pensée grecque, la tradition apocalyptique hébraïque et chrétienne et le corpus de la modernité, tout en se focalisant en particulier sur l’étude des images, sur la communication, sur le langage de la métaphore et en conclusion sur l’entrelacement entre théâtre et philosophie. Dans le cadre d’une construction dramaturgique de l’individu, il conduit des études sur l’idée de sincérité ainsi que sur la signification du mensonge, sur le rire et sur la nature du personnage comique. Pour les maisons d’édition Feltrinelli, Bollati Boringhieri et Bruno Mondadori, il s’est occupé des éditions des ouvrages suivantes : L'Apocalypse de Jean, écrits sur Les Lumières et sur le thème de la « catastrophe » ; œuvres de Platon, Joachim de Flore, Kant, Benjamin Constant, Voltaire, Jean-Jacques Rousseau, Alessandro Manzoni, Constantin-François de Chassebœuf de Volney, Ludwig Andreas Feuerbach. Depuis 2007, il travaille à l’édition des œuvres complètes de Italo Valent. Il collabore avec le Gazzettino et le quotidien de Venise. Pour Capital, Panorama, Il Sole 24 Ore et le supplément culturel "Saturno" de Il fatto quotidiano, il a écrit nombreux articles concernant la culture et l’actualité socio-politique dans. Avec le livre La virtù crudele. Filosofia e storia della sincerità, il a obtenu le Prix Viareggio destiné aux essais. En 2013 il a reçu le prix de philosophie “Viaggio a Sicracusa" pour l’œuvre Gioacchino da Fiore e la filosofia. Avec Sebastiano Ghisu, il est directeur de la revue internationale de philosophie Giornale critico di storia delle idee. Il est fondateur et directeur du Centre de Recherche Interdisciplinaire en Histoire des Idées (CRISI) auprès de la Faculté de Philosophie de L’Université Vita-Salute San Raffaele de Milan et de ICONE, Le centre de recherche européen en histoire et théorie de l'image, de Palazzo Arese Borromeo.

## Œuvres principales
- La metafora dello specchio. Lineamenti per una storia simbolica, Feltrinelli, Milano 1991 (2e ed., Bollati Boringhieri, Torino 2008)
- Il velo di Alcesti. La filosofia e il teatro della morte, Feltrinelli, Milano 1997
- Filosofia della bugia. Figure della menzogna nella storia del pensiero occidentale, Bruno Mondadori, Milano 2001 (2e ed., Bruno Mondadori, Milano 2008)
- La virtù crudele. Filosofia e storia della sincerità, Einaudi, Torino 2003
- La forza del pudore: per una filosofia dell'inconfessabile, Rizzoli, Milano 2006 (trad. française par Robert Kremer, La force de la pudeur. Pour une philosophie de l'inavouable, Salvator, Paris 2017)
- Il dono del filosofo: sul gesto originario della filosofia, Einaudi, Torino 2009
- Icone della fine. Immagini apocalittiche, filmografie, miti, il Mulino, Bologna 2010
- Sincerità, Raffaello Cortina, Milano 2012 (trad. française par Robert Kremer, La sincérité, Salvator, Paris 2015)
- Gioacchino da Fiore e la filosofia, il Prato, Padova 2013
- Non ci resta che ridere, il Mulino, Bologna 2013
- Alfabeto delle proprietà. Filosofia in metafore e storie, Moretti & Vitali Editori, Bergamo 2016
- Esperienza. Filosofia e storia di un'idea, Raffaello Cortina, Milano 2017
- Filosofia dei cartoni animati. Una mitologia contemporanea, Bollati Boringhieri, Torino 2019

## Œuvres en collaboration avec d'autres auteurs
- avec Gianfranco Ravasi, Non desiderare la donna e la roba d'altri, il Mulino, Bologna 2010 (trad. française par Robert Kremer, Tu ne convoiteras pas la femme d'autrui ni son bien, Salvator, Paris 2013)
- avec Renato Corrado, Il senso del dolore. Testimonianza e argomenti, Editrice San Raffaele, Milano 2011
- avec Claudio Bartocci et Piero Martin, Zerologia. Sullo zero, il vuoto e il nulla, il Mulino, Bologna 2016

## Autres Publications
- Apocalisse di Giovanni, testo latino a fronte, prefazione di Andrea Tagliapietra, traduzione e postfazione di Massimo Bontempelli, Feltrinelli, Milano 1992
- Platone, Fedone o sull'anima, testo greco a fronte, traduzione, introduzione e cura di Andrea Tagliapietra, saggio critico di Elisa Tetamo, Feltrinelli, Milano 1994 (7e ed., 2011)
- Gioacchino da Fiore, Sull'Apocalisse, testo latino a fronte, introduzione, traduzione e cura di Andrea Tagliapietra, Feltrinelli, Milano 1994 (2e ed., 2008)
- Immanuel Kant, Benjamin Constant, La verità e la menzogna. Dialogo sulla fondazione morale della politica, introduzione e cura di Andrea Tagliapietra, traduzioni di Silvia Manzoni e di Elisa Tetamo, Bruno Mondadori, Milano 1996
- Che cos'è l'illuminismo? I testi e la genealogia del concetto, introduzione e cura di Andrea Tagliapietra, traduzioni di Silvia Manzoni e di Elisa Tetamo, Bruno Mondadori, Milano 1997 (2e ed., 2000)
- Rudolf Otto, Il sacro, introduzione, note e apparati di Andrea Tagliapietra, traduzione di Ernesto Buonaiuti, Gallone Editore, Milano 1998
- Voltaire, Rousseau, Kant, Sulla catastrofe. L'illuminismo e la filosofia del disastro, introduzione e cura di Andrea Tagliapietra, traduzioni di Silvia Manzoni e di Elisa Tetamo, con un saggio di Paola Giacomoni, Bruno Mondadori, Milano 2004
- Immanuel Kant, La fine di tutte le cose, a cura e con un saggio di Andrea Tagliapietra, traduzione di Elisa Tetamo, Bollati Boringhieri, Torino 2006
- Alessandro Manzoni, La storia e l'invenzione. Scritti filosofici, introduzione, note e apparati di Andrea Tagliapietra, il Prato, Padova 2014
- Costantin-François de Chasseboeuf conte di Volney, Le rovine, ossia meditazione sulle rivoluzioni degli imperi, a cura di Andrea Tagliapietra e Marco Bruni, introduzione di Andrea Tagliapietra, postfazione e traduzione di Marco Bruni, Mimesis Edizioni, Milano-Udine 2016
- Ludwig Feuerbach, L'uomo è ciò che mangia, a cura e con un saggio di Andrea Tagliapietra, traduzione e nota biobibliografica di Elisa Tetamo, Bollati Boringhieri, Torino 2017
- Louis-Sébastien Mercier, Montesquieu a Marsiglia, a cura di Andrea Tagliapietra e Caterina Piccione, traduzione di Andrea Tagliapietra e Caterina Piccione, Inschibboleth, Roma 2019

## Essais et articles
- Kant e l'idea della fine, di Andrea Tagliapietra, in Agalma, n. 19, aprile 2010, p. 17-36.
- Il rischio e il limite, di Andrea Tagliapietra, in Magazine, n. 1 (dossier Energia), Pearson, marzo 2012.
- L'ultimo gesto di Socrate. Il pudore e l'enigma, di Andrea Tagliapietra, in Spazio Filosofico, n. 5, maggio 2012.
- Tipologia del riso, di Andrea Tagliapietra, in Fillide, n. 5, settembre 2012.
- Kant and the Idea of the End di Andrea Tagliapietra, in European Journal of Psychoanalysis, n. 1, 2014/1, The End.
- Corpo di pazienza di Andrea Tagliapietra, in European Journal of Psychoanalysis, ISAP, Saggi ed Articoli (2016).

## Textes en ligne
- Esser contro di Andrea Tagliapietra, in XÁOS. Giornale di confine, Anno I, n. 1 Marzo-Giugno 2002.
- Il dono del filosofo. Il dono della filosofia di Andrea Tagliapietra, in XÁOS. Giornale di confine, Anno I, n. 2 Luglio - Ottobre 2002.
- Il giallo della filosofia, di Andrea Tagliapietra, in XÁOS. Giornale di confine, Anno I, n. 3 novembre-Febbraio 2002-2003.
- Il volto del potere di Andrea Tagliapietra, in XÁOS. Giornale di confine, Anno II, n. 1 Marzo-Giugno 2003.
- La Lotteria di Babele. Appunti filosofici su caso e fortuna nella società della comunicazione di Andrea Tagliapietra, in XÁOS. Giornale di confine, Anno II, n. 2 Luglio-Ottobre 2003.
- L'apocalisse delle immagini. Esegesi del cinema di Wim Wenders a partire da "Fino alla fine del mondo", di Andrea Tagliapietra, in XÁOS. Giornale di confine, Anno II, n. 3 novembre-Febbraio 2003/2004.
- La gola del filosofo. Il mangiare come metafora del pensare di Andrea Tagliapietra in XÁOS. Giornale di confine Anno IV, n. 1 Marzo -Giugno 2005/2006.
- Dire la verità. L'insistenza della critica di Andrea Tagliapietra, in Giornale critico di storia delle idee, Anno IV, n. 8, 2012.

## Entretiens et vidéos
- Presentation. Il dono del filosofo. Sul gesto originario della filosofia in Inschibboleth WEB TV.
- Del senso della fine. Dialogo con Andrea Tagliapietra di Marco Dotti, in Communitas, n. 4, 2012.
- Presentazione. Icone della fine. Immagini apocalittiche, filmografie, miti
- Del senso della fine. Dialogo con Andrea Tagliapietra di Marco Dotti, in Communitas, n. 4, 2012.
- RAI Cultura: Andrea Tagliapietra: futuro, progresso e possibilità
- Lezione magistrale al Festival di Filosofia (Modena 2018), Inganni. Finzioni di verità e storia naturale dell'intelligenza